# Гартлер, Стэнли Майкл
Стэнли Майкл Гартлер (англ. Stanley Michael Gartler; род. 9 июня 1923, Лос-Анджелес) — американский молекулярный биолог и генетик человека. Первый учёный, предложивший убедительные доказательства клональности раковых заболеваний человека.

## Биография
Гартлер родился в Лос-Анджелесе, Калифорния, в 1923 году в семье родителей-иммигрантов из Румынии Джорджа Гартлера и Дельвиры Купферберг.
Гартлер посещал государственную школу в Лос-Анджелесе и проучился два года в университете, прежде чем поступить на службу в армейские военно-воздушные силы во время Второй мировой войны. После войны он получил высшее образование в Калифорнийском университете в Лос-Анджелесе по специальности «Сельское хозяйство». Он познакомился со своей будущей женой Марион Митчелсон на новогодней вечеринке в 1947 году, и они поженились в ноябре 1948 года. Проработав год на ферме в долине Сан-Хуакин, Гартлер поступил на докторскую программу по генетике в Калифорнийском университете в Беркли в 1949 году. Первоначально он намеревался применять генетику в сельском хозяйстве, но ближе к концу своей дипломной работы сменил карьеру и решил заняться генетикой человека.
В 1952 году Гартлер начал аспирантуру в области общественного здравоохранения в Колумбийском университете с целью изучения генетики человека, которую он закончил в течение пяти лет. В 1957 году Арно Мотульски пригласил Гартлера присоединиться к недавно созданному им отделу медицинской генетики на медицинском факультете Вашингтонского университета в Сиэтле.
Гартлер был одним из основателей кафедры генетики Вашингтонского университета в 1959 году. Он стал почетным профессором в 1993 году.